# 四甲酰肼
四甲酰肼是一种有机化合物，为新型的甲酰化试剂，化学式为C4H4N2O4。它可由N,N'-二甲酰肼和N,N-二甲酰基乙酰胺在二甲苯中反应得到。其单晶结构通过X射线衍射表征并由最小二乘法精修（R=0.09），它属于四方晶系，空间群I42m，分子中的两个氮原子为sp2杂化。它和芳烃在三氯化铝催化下反应，得到对称结构的腙（如Ph-CH=N-N=CH-Ph）。